# 拉骆驼
《拉骆驼》，二胡独奏曲，曾寻创作于1956年，改编自同名内蒙古民歌。描写一隻骆驼队在沙漠中行进的几个场景。该曲是中国最早出现快弓的二胡曲之一。

## 技法和结构
乐曲共有4个段落。
1. 第1段落：慢板，由弱渐强，主题是内蒙古民歌，描写晨曦初露，骆驼队出现在远方地平线上并缓缓走来的场景。
2. 第2段落：节奏较自由的歌唱性段落，类似内蒙古民歌中的长调音乐，多用三度或四度的慢速颤指音，并稍带滑音，模仿马头琴的演奏。
3. 第3段落：快板，主题是駱驼队在休息時的欢樂场景。
4. 第4段落：慢速再现乐段，情绪和意境回到第1段落，速度較第1段落稍快。力度上趋于渐弱，最后以极弱的泛音结束全曲。

## 资料来源
1. ↑  . （原始内容存档于2015-05-15） （中文）.